# Rancho Largo, Guanajuato
Rancho Largo är en ort i Mexiko.   Den ligger i kommunen San José Iturbide och delstaten Guanajuato, i den centrala delen av landet, 230 km nordväst om huvudstaden Mexico City. Rancho Largo ligger 2 041 meter över havet och antalet invånare är 463.
Terrängen runt Rancho Largo är varierad. Runt Rancho Largo är det ganska tätbefolkat, med 124 invånare per kvadratkilometer. Närmaste större samhälle är San José Iturbide, 14,0 km sydost om Rancho Largo. Trakten runt Rancho Largo består till största delen av jordbruksmark.